# Pont romain de Mérida
Pour les articles homonymes, voir Pont romain de Mérida (homonymie).
Le pont romain de Mérida (l'Estrémadure, Espagne) est considéré comme le plus long de l'Antiquité. Sous l'Empire romain il traversait le fleuve Guadiana en deux tronçons séparés par un terre-plein. Aujourd'hui, le pont a une longueur de 790 m et repose sur soixante arcs, desquels trois sont restés cachés jusqu'à la fin des années 1990, lorsque les travaux de restauration des berges du fleuve les ont découverts.
Le pont fait partie de l'ensemble archéologique de Mérida, inscrit au Patrimoine mondial en 1993.

## Histoire et description
Depuis la fondation de la colonie d’Augusta Emerita en -25, la ville s'est développée, devenant le plus important centre du réseau de communications de l'ouest de la péninsule Ibérique, par son statut de capitale de la province de Lusitanie et par la facilité à traverser le fleuve Guadiana grâce au pont de pierre. Ainsi, la voie de l'Argent, axe majeur qui traversait Hispanie du nord au sud et les chemins menaient à Olissipo (Lisbonne), Corduba, Toletum et Caesaraugusta (Saragosse) partaient de Mérida et traversaient ce pont.

Le premier tronçon du pont, le moins remodelé.

Le pont, érigé en même temps qu'était fondée la colonie, dans les dernières décennies du  Ier siècle av. J.-C., a déterminé l'emplacement de la ville. La construction date donc de l'époque d'Auguste. Cependant, le trafic sur ce pont au cours de l'histoire et les crues majeures du Guadiana qui ont périodiquement endommagé l'ouvrage font que la construction contemporaine reflète ces multiples transformations et réparations et s'éloignent de son aspect d'origine. Le lieu choisi est un tronçon peu profond du fleuve, où son large lit, divisé en deux par une île naturelle, est composé de formations de diorite qui créent une fondation solide.
L'analyse du pont montre que l'ouvrage est formé de trois tronçons différents.
Le premier tronçon, depuis la ville jusqu'à la première rampe d'accès (nommée Humilladero) qui donne sur une île en remontant le sens du courant, correspond aux dix arcs initiaux. Il est celui qui a moins souffert des rénovations et qui conserve son aspect d'origine. Il est construit en opus caementicium garni de pierre de taille en bossage. Ses piles sont carrées, construites sur un bec semi-circulaire qui atteint toute la hauteur du pilier et par-dessus duquel s'appuient les arcs en plein cintre. Les ouvertures des arcs diminuent symétriquement sur tout le tronçon. L'écart entre les piles est considérable, élément propre aux ouvrages romains du début de l'époque impériale et qui sera quelque temps plus tard surpassé par des ouvrages de techniquement plus perfectionnés, comme le pont d'Alcántara, du début du IIe siècle.
Le deuxième tronçon, qui s'étend au milieu du fleuve jusqu'à la seconde rampe d'accès, dite de Saint-Antoine, a été le plus exposé à l'usure naturelle et à la destruction par l'homme. En 483, à l'époque wisigothe, sont mentionnées des réparations dont nous sommes assurés que ce n'étaient pas les premières. Une inscription en latin mentionne sa restauration par le duc wisigoth Salla en l'an 521 de l'Ère d'Espagne, c'est-à-dire l'an 483 de l'Ère commune. Au IXe siècle l'émir Muhammad I de Cordoue, pour contrer une rébellion de Mérida contre le pouvoir musulman, détruisit une des piles. Il y eut ensuite des reconstructions aux XIIIe, XVe et XIXe siècles. Nous ne savons pas quelles furent les parties affectées, mais celles qui sont documentées ont presque toutes été réalisées sur le tronçon central. La crue de 1603 causa de grandes destructions, comme en a témoigné le chroniqueur Bernabé Brun de Vargas dans son Histoire de la Ville de Mérida (1633), où il signale que les deux ponts originaux qui unissaient l'île centrale avec les berges de part et d'autre furent réunis en un seul ouvrage avec la création de la section centrale. Ainsi, dans ce tronçon, nous reconnaissons un œuvre du début du XVIIe siècle, qui fut terminé en 1611 et amalgame de façon harmonieuse le style romain avec l'austère architecture des Habsbourgs. Cinq arcs en plein-cintre présentent des ouvertures plus importantes que celles du premier tronçon. Ils reposent sur des piles rectangulaires précédées d'un bec aigu se terminant en pyramide  et un contrefort d'appui dans le versant opposé.
Ce tronçon relie le pont et l'île. C'est un ouvrage du XVIIe siècle sur les bases de la plate-forme d'origine en béton romain qui s'étendait sur 150 m en amont pour protéger le centre de l'ouvrage des crues du fleuve. Jusqu'à l'arc 36, toujours dans cette zone, furent réalisées au XIXe siècle d'importantes transformations après la guerre d'indépendance espagnole (1808-1814), durant laquelle plusieurs arcs furent détruits afin d'empêcher l'accès aux troupes de Napoléon, puis lors d'une inondation en 1823, alors qu'en 1878, il y eut des réparations consécutives à la crue de 1860. Toutes ces interventions tentèrent de conserver l'harmonie avec la construction romaine.
Le troisième tronçon, bien que partiellement remanié, conserve une grande partie de l’ouvrage d'origine. Cette zone s'élève sur une berge presque jamais inondée en raison du faible débit habituel du Guadiana, raison pour laquelle cette section n'est pas équipée de seuils. Il partage avec le tronçon initial la combinaison des pierres de taille à bossages et des proportions similaires pour les arcs et les piles. La pente est plus forte, fruit de l'enfoncement du lit du fleuve. Ce troisième tronçon commence au niveau de la rampe de Saint-Antoine, du  XVIIe siècle. Au bout de celui-ci se trouvent les restes d'une plate-forme de béton romain, reste des éléments d'architecture qui habillaient l'ouvrage nu que nous contemplons aujourd'hui. Nous savons qu'à l'époque impériale, le pont comportait plusieurs arcs de triomphe et une porte d'entrée de la ville dans son premier tronçon. Cet aspect apparaît sur de nombreuses monnaies romaines frappées dans la colonie, comme il apparaît aujourd'hui comme motif central des armes de la ville. Au XVIIe siècle fut ajouté un lapidaire commémoratif de la restauration de l'époque de Philippe III et la chapelle Saint-Antoine sur la rampe de l'Humilladero, à la mémoire des voyageurs disparus pendant la crue de 1860.
Le pont mesure 792 m de long, 12 m au-dessus de l'eau. Son profil actuel est légèrement tordu. Ce n'était pas le cas à sa construction, et c'est le résultat des destructions et reconstructions successives, ainsi que de l'enfoncement du lit du fleuve durant les deux derniers millénaires. Il reste malgré tout une œuvre majeure qui atteste de l'ambition de l’ingénierie romaine. Le pont a supporté le poids du trafic durant presque toute son histoire, mais devint exclusivement piéton le  10 décembre 1991, jour de l'inauguration du  pont de Lusitanie.